# Temporada 2020 del Campeonato de Fórmula 3 de la FIA
La temporada 2020 del Campeonato de Fórmula 3 de la FIA fue la segunda edición de la categoría. Comenzó en Austria en julio y terminó en septiembre en Mugello. Todas las rondas se disputaron como soporte a los Grandes Premios de Fórmula 1.
Oscar Piastri logró el título de pilotos por tres puntos en la última ronda, y Prema Racing retuvo el Campeonato de Escuderías.
Por segundo año consecutivo, la postemporada del campeonato se realizará en España, aunque en lugar de Valencia, se realizará en dos pruebas, en el Circuito de Barcelona-Cataluña (5-6 de octubre) y el Circuito de Jerez (27-28 de octubre).

## Escuderías y pilotos
| Escudería             | N.º | Piloto              | Rondas   |
| --------------------- | --- | ------------------- | -------- |
| Prema Racing          | 1   | Oscar Piastri       | Todas    |
| Prema Racing          | 2   | Frederik Vesti      | Todas    |
| Prema Racing          | 3   | Logan Sargeant      | Todas    |
| Hitech Grand Prix     | 4   | Max Fewtrell        | 1-6      |
| Hitech Grand Prix     | 4   | Pierre-Louis Chovet | 7-8      |
| Hitech Grand Prix     | 5   | Liam Lawson         | Todas    |
| Hitech Grand Prix     | 6   | Dennis Hauger       | Todas    |
| ART Grand Prix        | 7   | Théo Pourchaire     | Todas    |
| ART Grand Prix        | 8   | Alexander Smolyar   | Todas    |
| ART Grand Prix        | 9   | Sebastián Fernández | Todas    |
| Trident               | 10  | Lirim Zendeli       | Todas    |
| Trident               | 11  | David Beckmann      | Todas    |
| Trident               | 12  | Olli Caldwell       | Todas    |
| HWA RACELAB           | 14  | Enzo Fittipaldi     | Todas    |
| HWA RACELAB           | 15  | Jake Hughes         | Todas    |
| HWA RACELAB           | 16  | Jack Doohan         | Todas    |
| MP Motorsport         | 17  | Richard Verschoor   | Todas    |
| MP Motorsport         | 18  | Bent Viscaal        | Todas    |
| MP Motorsport         | 19  | Lukas Dunner        | Todas    |
| Jenzer Motorsport     | 20  | Calan Williams      | Todas    |
| Jenzer Motorsport     | 21  | Federico Malvestiti | Todas    |
| Jenzer Motorsport     | 22  | Matteo Nannini      | Todas    |
| Charouz Racing System | 23  | Roman Staněk        | Todas    |
| Charouz Racing System | 24  | Igor Fraga          | 1-8      |
| Charouz Racing System | 25  | David Schumacher    | 1-6      |
| Charouz Racing System | 25  | Michael Belov       | 7-9      |
| Carlin Buzz Racing    | 26  | Clément Novalak     | Todas    |
| Carlin Buzz Racing    | 27  | Enaam Ahmed         | 1-3      |
| Carlin Buzz Racing    | 27  | Ben Barnicoat       | 4-5      |
| Carlin Buzz Racing    | 27  | Leonardo Pulcini    | 6        |
| Carlin Buzz Racing    | 27  | David Schumacher    | 7-9      |
| Carlin Buzz Racing    | 28  | Cameron Das         | Todas    |
| Campos Racing         | 29  | Alex Peroni         | Todas    |
| Campos Racing         | 30  | Alessio Deledda     | Todas    |
| Campos Racing         | 31  | Sophia Flörsch      | 1-6, 8-9 |
| Campos Racing         | 31  | Andreas Estner      | 7        |
| Fuente:               |     |                     |          |

### Cambios de pilotos

#### En pretemporada
- Oscar Piastri y Frederik Vesti, campeones de Eurocopa de Fórmula Renault y del Campeonato de Fórmula Regional Europea respectivamente, ficharon por Prema Racing.[5][6] Logan Sargeant, proveniente de Carlin Buzz Racing, fue compañero de ellos.[7]
- Max Fewtrell y Liam Lawson abandonaron ART Grand Prix y MP Motorsport respectivamente para ser pilotos de Hitech Grand Prix.[8] Dennis Hauger, campeón del Campeonato de Italia de Fórmula 4 2019, los acompañó en el equipo.[9]
- Los debutantes Théo Pourchaire y Alexander Smolyar, provenientes de ADAC Fórmula 4 y Eurocopa de Fórmula Renault, se unieron a ART Grand Prix.[10][11] Sebastián Fernández dejó Campos Racing y se unió a la escudería francesa.[12]
- Trident fichó a Lirim Zendeli y retuvo a Devlin DeFrancesco.[13][14] Olli Caldwell, quinto en el Campeonato de Fórmula Regional Europea 2019 fue compañero de ellos.[15] Sin embargo, David Beckmann, proveniente de ART Grand Prix, reemplazó a DeFrancesco.[16]
- HWA RACELAB retuvo a Jake Hughes y fichó a Enzo Fittipaldi y a Jack Doohan.[17]
- Richard Verschoor siguió en MP Motorsport.[18] Sus compañeros fueron Bent Viscaal y Lukas Dunner.[19][20]
- Jenzer Motorsport alineó a Calan Williams, Federico Malvestiti y Matteo Nannini.[21][22][23]
- Charouz Racing System contó con los pilotos Niko Kari, Igor Fraga y David Schumacher.[24] Sin embargo, Roman Staněk sustituyó a Kari.[25]
- Carlin Buzz Racing fichó a los debutantes Clément Novalak, Enaam Ahmed y Cameron Das.[26]
- Campos Racing contó nuevamente con Alex Peroni y Alessio Deledda.[27] Sophia Flörsch fue su nueva compañera.[28]

#### En mitad de temporada
- El británico Ben Barnicoat sustituyó a Enaam Ahmed en Carlin Buzz Racing a partir de la ronda de Silverstone.[29]
- Leonardo Pulcini reemplazó a Ben Barnicoat en Carlin Buzz Racing en Barcelona.[30]
- David Schumacher abandonó Charouz Racing System tras seis rondas y se unió a Carlin para disputar lo que queda de la temporada.[31]
- El francés Pierre-Louis Chovet reemplazó a Max Fewtrell en Hitech Grand Prix a partir de la ronda de Spa-Francorchamps.[32] Siguió en la escudería para Monza.[33]
- Andreas Estner ocupó el asiento de Sophia Flörsch en Campos Racing en Spa.[34]
- El ruso Michael Belov se unió a Charouz Racing System para ocupar el asiento que dejó libre David Schumacher.[35]

## Calendario
| Rondas            | Rondas           | Circuito                                       | País        | Fecha            |
| ----------------- | ---------------- | ---------------------------------------------- | ----------- | ---------------- |
| 1                 | C1               | Red Bull Ring, Spielberg 1                     | Austria     | 4 de julio       |
| 1                 | C2               | Red Bull Ring, Spielberg 1                     | Austria     | 5 de julio       |
| 2                 | C1               | Red Bull Ring, Spielberg 2                     | Austria     | 11 de julio      |
| 2                 | C2               | Red Bull Ring, Spielberg 2                     | Austria     | 12 de julio      |
| 3                 | C1               | Hungaroring, Mogyoród                          | Hungría     | 18 de julio      |
| 3                 | C2               | Hungaroring, Mogyoród                          | Hungría     | 19 de julio      |
| 4                 | C1               | Circuito de Silverstone, Silverstone 1         | Reino Unido | 1 de agosto      |
| 4                 | C2               | Circuito de Silverstone, Silverstone 1         | Reino Unido | 2 de agosto      |
| 5                 | C1               | Circuito de Silverstone, Silverstone 2         | Reino Unido | 8 de agosto      |
| 5                 | C2               | Circuito de Silverstone, Silverstone 2         | Reino Unido | 9 de agosto      |
| 6                 | C1               | Circuito de Barcelona-Cataluña, Montmeló       | España      | 15 de agosto     |
| 6                 | C2               | Circuito de Barcelona-Cataluña, Montmeló       | España      | 16 de agosto     |
| 7                 | C1               | Circuito de Spa-Francorchamps, Francorchamps   | Bélgica     | 29 de agosto     |
| 7                 | C2               | Circuito de Spa-Francorchamps, Francorchamps   | Bélgica     | 30 de agosto     |
| 8                 | C1               | Autodromo Nazionale di Monza, Monza            | Italia      | 5 de septiembre  |
| 8                 | C2               | Autodromo Nazionale di Monza, Monza            | Italia      | 6 de septiembre  |
| 9                 | C1               | Autódromo Internacional del Mugello, Scarperia | Italia      | 12 de septiembre |
| 9                 | C2               | Autódromo Internacional del Mugello, Scarperia | Italia      | 13 de septiembre |
| Rondas pospuestas |                  |                                                |             |                  |
|                   | C1               | Circuito Internacional de Baréin, Sakhir       | Baréin      | 21 de marzo      |
| C2                | 22 de marzo      | Circuito Internacional de Baréin, Sakhir       | Baréin      |                  |
|                   | C1               | Autódromo de Sochi, Sochi                      | Rusia       | 26 de septiembre |
| C2                | 27 de septiembre | Autódromo de Sochi, Sochi                      | Rusia       |                  |
| Fuentes:          |                  |                                                |             |                  |

### Cambios
- La primera ronda de la temporada que iba a ser disputada en Sakhir fue suspendida debido a la epidemia por coronavirus.[38] El 19 de marzo fue anunciada la suspensión de las rondas de Zandvoort y Barcelona.[39]
- El 10 de julio, fue anunciada la incorporación de Mugello al calendario.[40]

## Resultados

### Entrenamientos

#### Pretemporada
| Circuito | Fecha      | Sesión | Mejor clasificado  | Mejor clasificado     | Mejor clasificado | Mejor clasificado |
| Circuito | Fecha      | Sesión | Piloto             | Escudería             | Tiempo            | Vueltas           |
| -------- | ---------- | ------ | ------------------ | --------------------- | ----------------- | ----------------- |
| Sakhir   | 1 de marzo | Mañana | Bent Viscaal       | MP Motorsport         | 1:47.146          | 21                |
| Sakhir   | 1 de marzo | Tarde  | Devlin DeFrancesco | Trident               | 1:46.844          | 26                |
| Sakhir   | 2 de marzo | Mañana | David Schumacher   | Charouz Racing System | 1:47.461          | 30                |
| Sakhir   | 2 de marzo | Tarde  | Liam Lawson        | Hitech Grand Prix     | 1:46.365          | 25                |
| Sakhir   | 3 de marzo | Mañana | Niko Kari          | Charouz Racing System | 1:46.606          | 36                |
| Sakhir   | 3 de marzo | Tarde  | Alexander Peroni   | Campos Racing         | 1:46.173          | 16                |

#### Postemporada
| N.º | Circuito             | Fecha         | Sesión | Mejor clasificado | Mejor clasificado | Mejor clasificado | Mejor clasificado |
| N.º | Circuito             | Fecha         | Sesión | Piloto            | Escudería         | Tiempo            | Vueltas           |
| --- | -------------------- | ------------- | ------ | ----------------- | ----------------- | ----------------- | ----------------- |
| 1.º | Barcelona            | 5 de octubre  | Mañana | Matteo Nannini    | Campos Racing     | 1:32.170          | 31                |
| 1.º | Barcelona            | 5 de octubre  | Tarde  | Jack Doohan       | Trident           | 1:33.068          | 35                |
| 1.º | Barcelona            | 6 de octubre  | Mañana | Clément Novalak   | Trident           | 1:31.989          | 33                |
| 1.º | Barcelona            | 6 de octubre  | Tarde  | Johnathan Hoggard | Jenzer Motorsport | 1:33.759          | 31                |
|     |                      |               |        |                   |                   |                   |                   |
| 2.º | Jerez de la Frontera | 27 de octubre | Mañana | Jack Doohan       | Trident           | 1:30.165          | 19                |
| 2.º | Jerez de la Frontera | 27 de octubre | Tarde  | Roman Staněk      | ART Grand Prix    | 1:29.928          | 38                |
| 2.º | Jerez de la Frontera | 28 de octubre | Mañana | Jack Doohan       | Trident           | 1:29.041          | 42                |
| 2.º | Jerez de la Frontera | 28 de octubre | Tarde  | Igor Fraga        | Hitech Grand Prix | 1:30.091          | 55                |

### Temporada
| Ronda | Ronda | Ronda             | Pole Position       | Vuelta rápida     | Piloto ganador  | Escudería ganadora | Resultados |
| ----- | ----- | ----------------- | ------------------- | ----------------- | --------------- | ------------------ | ---------- |
| 1     | 1     | Spielberg 1       | Sebastián Fernández | Alex Peroni       | Oscar Piastri   | Prema Racing       | Resultados |
| 1     | 2     | Spielberg 1       |                     | Oscar Piastri     | Liam Lawson     | Hitech Grand Prix  | Resultados |
| 2     | 1     | Spielberg 2       | Frederik Vesti      | Frederik Vesti    | Frederik Vesti  | Prema Racing       | Resultados |
| 2     | 2     | Spielberg 2       |                     | Oscar Piastri     | Théo Pourchaire | ART Grand Prix     | Resultados |
| 3     | 1     | Budapest          | Alexander Smolyar   | Théo Pourchaire   | Théo Pourchaire | ART Grand Prix     | Resultados |
| 3     | 2     | Budapest          |                     | Oscar Piastri     | David Beckmann  | Trident            | Resultados |
| 4     | 1     | Silverstone 1     | Logan Sargeant      | Clément Novalak   | Liam Lawson     | Hitech Grand Prix  | Resultados |
| 4     | 2     | Silverstone 1     |                     | Logan Sargeant    | David Beckmann  | Trident            | Resultados |
| 5     | 1     | Silverstone 2     | Logan Sargeant      | Liam Lawson       | Logan Sargeant  | Prema Racing       | Resultados |
| 5     | 2     | Silverstone 2     |                     | Bent Viscaal      | Bent Viscaal    | MP Motorsport      | Resultados |
| 6     | 1     | Barcelona         | Logan Sargeant      | Jake Hughes       | Jake Hughes     | HWA RACELAB        | Resultados |
| 6     | 2     | Barcelona         |                     | Oscar Piastri     | Oscar Piastri   | Prema Racing       | Resultados |
| 7     | 1     | Spa-Francorchamps | Lirim Zendeli       | Théo Pourchaire   | Lirim Zendeli   | Trident            | Resultados |
| 7     | 2     | Spa-Francorchamps |                     | Logan Sargeant    | Logan Sargeant  | Prema Racing       | Resultados |
| 8     | 1     | Monza             | Liam Lawson         | Frederik Vesti    | Frederik Vesti  | Prema Racing       | Resultados |
| 8     | 2     | Monza             |                     | Alexander Smolyar | Jake Hughes     | HWA RACELAB        | Resultados |
| 9     | 1     | Mugello           | Lirim Zendeli       | Lirim Zendeli     | Frederik Vesti  | Prema Racing       | Resultados |
| 9     | 2     | Mugello           |                     | Frederik Vesti    | Liam Lawson     | Hitech Grand Prix  | Resultados |

## Clasificaciones

### Sistema de puntuación
Puntos de carrera 1
| Posición | 1.º | 2.º | 3.º | 4.º | 5.º | 6.º | 7.º | 8.º | 9.º | 10.º | Pole | VR |
| Puntos   | 25  | 18  | 15  | 12  | 10  | 8   | 6   | 4   | 2   | 1    | 4    | 2  |

Puntos de carrera 2
| Posición | 1.º | 2.º | 3.º | 4.º | 5.º | 6.º | 7.º | 8.º | 9.º | 10.º | VR |
| Puntos   | 15  | 12  | 10  | 8   | 6   | 5   | 4   | 3   | 2   | 1    | 2  |

Fuente: Fórmula 3.

### Campeonato de Pilotos
| Pos. | Piloto              | SPI1 | SPI1 | SPI2 | SPI2 | BUD | BUD | SIL1 | SIL1 | SIL2 | SIL2 | BAR | BAR | SPA | SPA | MNZ | MNZ | MUG | MUG | Puntos |
| ---- | ------------------- | ---- | ---- | ---- | ---- | --- | --- | ---- | ---- | ---- | ---- | --- | --- | --- | --- | --- | --- | --- | --- | ------ |
| 1    | Oscar Piastri       | 1    | 8    | 4    | 5    | 2   | 2   | 2    | Ret  | 7    | 6    | 6   | 1   | 5   | 6   | 3   | Ret | 11  | 7   | 164    |
| 2    | Théo Pourchaire     | 13   | 26   | 9    | 1    | 1   | 6   | 12   | 8    | 6    | 3    | 7   | 6   | 2   | 5   | 2   | 2   | 3   | 3   | 161    |
| 3    | Logan Sargeant      | 2    | 27   | 6    | 2    | 6   | 4   | 3    | 5    | 1    | Ret  | 3   | 5   | 8   | 1   | 26  | 24† | 6   | Ret | 160    |
| 4    | Frederik Vesti      | 4    | 6    | 1    | 8    | Ret | Ret | 5    | 4    | 4    | 8    | Ret | 21  | 6   | 2   | 1   | 23† | 1   | 9   | 146.5  |
| 5    | Liam Lawson         | 6    | 1    | 8    | Ret  | Ret | Ret | 1    | 7    | 3    | 5    | 2   | 7   | 7   | 3   | 6   | 7   | 10  | 1   | 143    |
| 6    | David Beckmann      | 7    | 4    | 3    | 3    | 10  | 1   | 9    | 1    | 5    | 4    | 5   | 9   | 3   | 9   | 4   | Ret | 8   | 2   | 139.5  |
| 7    | Jake Hughes         | 28   | 12   | 10   | Ret  | 24  | 19  | 4    | 10   | 2    | 7    | 1   | 10  | Ret | 17  | 5   | 1   | 2   | 6   | 111.5  |
| 8    | Lirim Zendeli       | 5    | 5    | 2    | 10   | Ret | 16  | 13   | 11   | 9    | 2    | 12  | 16  | 1   | 8   | 7   | 4   | 4   | Ret | 104    |
| 9    | Richard Verschoor   | 8    | 2    | 7    | 4    | 4   | 5   | 11   | 9    | 19   | 18   | 9   | 4   | 10  | 7   | 27  | 10  | 12  | 5   | 69     |
| 10   | Alex Peroni         | 3    | Ret  | 11   | 11   | 7   | 10  | 6    | 3    | 14   | 24   | 8   | 2   | 14  | 21  | 16  | 5   | 20  | 13  | 64     |
| 11   | Alexander Smolyar   | 9    | 7    | Ret  | 20   | Ret | 7   | 10   | 6    | 13   | 14   | 11  | 12  | 4   | 4   | 20  | 3   | 7   | 10  | 59     |
| 12   | Clément Novalak     | 10   | 3    | 29   | 25   | 9   | 12  | 8    | 2    | 12   | 9    | 4   | 11  | NC  | 15  | 13  | Ret | 24  | 14  | 45     |
| 13   | Bent Viscaal        | 11   | 11   | 20   | 16   | 3   | 17  | Ret  | 16   | 8    | 1    | Ret | 20  | 23  | 16  | 8   | DSQ | Ret | 20  | 40     |
| 14   | Sebastián Fernández | Ret  | 13   | 13   | 9    | 5   | 8   | 7    | 21   | 24   | 13   | 15  | 13  | 11  | 10  | Ret | 11  | 9   | 8   | 31     |
| 15   | Enzo Fittipaldi     | 18   | 9    | 15   | 13   | 19  | 9   | 18   | 19   | 17   | 17   | 13  | 8   | 26  | 12  | 9   | 19  | 5   | 4   | 27     |
| 16   | Olli Caldwell       | 20   | 19   | 5    | 6    | 21  | 18  | Ret  | 26   | 21   | 22   | 20  | Ret | 7   | 11  | Ret | 9   | 17  | 16  | 18     |
| 17   | Dennis Hauger       | 15   | 22   | 18   | 12   | 8   | 3   | 16   | 17   | Ret  | 20   | 18  | 26  | 15  | 19  | 12  | 15  | 14  | 12  | 14     |
| 18   | Matteo Nannini      | 27   | 18   | 23   | NC   | 22  | 24† | 24   | 23   | 27†  | 16   | 10  | 3   | 13  | 26  | Ret | 20  | 16  | 15  | 11     |
| 19   | Pierre-Louis Chovet |      |      |      |      |     |     |      |      |      |      |     |     | 22  | Ret | 18  | 6   |     |     | 5      |
| 20   | Max Fewtrell        | 12   | 10   | 14   | 7    | 11  | 11  | Ret  | 20   | 16   | 12   | 17  | Ret |     |     |     |     |     |     | 5      |
| 21   | Roman Staněk        | 17   | 23   | 17   | 24   | 23  | 20  | 17   | 18   | 22   | 15   | 22  | 19  | 24  | 18  | 11  | 8   | 26† | 18  | 3      |
| 22   | Ben Barnicoat       |      |      |      |      |     |     | 20   | 12   | 10   | Ret  |     |     |     |     |     |     |     |     | 1      |
| 23   | Michael Belov       |      |      |      |      |     |     |      |      |      |      |     |     | 20  | Ret | 10  | 13  | 27  | 23  | 1      |
| 24   | Igor Fraga          | 16   | 25   | 26   | 14   | 15  | Ret | 15   | Ret  | 18   | 10   | 24  | 18  | 19  | 27  | 24  | 17  |     |     | 1      |
| 25   | Cameron Das         | 22   | Ret  | 24   | Ret  | 17  | 22  | 21   | 24   | 11   | 11   | 19  | 17  | 25  | 22  | 15  | 16  | 23  | 25  | 0      |
| 26   | Jack Doohan         | 14   | Ret  | 22   | 19   | Ret | 25  | Ret  | 27   | 26   | 21   | 14  | 15  | 12  | Ret | 17  | 21  | 13  | 11  | 0      |
| 27   | Lukas Dunner        | 24   | 14   | 16   | 18   | 12  | Ret | Ret  | 22   | 23   | Ret  | 21  | 22  | 21  | 13  | 14  | Ret | 21  | 17  | 0      |
| 28   | David Schumacher    | 25   | 15   | 12   | 17   | 16  | 13  | 25   | 15   | 15   | Ret  | 22  | 25  | 17  | 14  | 19  | Ret | 15  | 19  | 0      |
| 29   | Sophia Flörsch      | 26   | 16   | 21   | Ret  | 18  | 14  | 22   | 25   | 20   | 19   | 27  | 23  |     |     | 21  | 12  | 22  | 24  | 0      |
| 30   | Federico Malvestiti | 19   | 21   | 28   | 22   | 13  | Ret | 19   | 13   | Ret  | 23   | 26  | Ret | 18  | 24  | 21  | 14  | 18  | 22  | 0      |
| 31   | Calan Williams      | 21   | 17   | 25   | 23   | Ret | 15  | 14   | 14   | Ret  | Ret  | 25  | 14  | 16  | 25  | 25  | 18  | 19  | 21  | 0      |
| 32   | Enaam Ahmed         | 23   | 24   | 19   | 15   | 14  | 21  |      |      |      |      |     |     |     |     |     |     |     |     | 0      |
| 33   | Leonardo Pulcini    |      |      |      |      |     |     |      |      |      |      | 16  | 24  |     |     |     |     |     |     | 0      |
| 34   | Alessio Deledda     | 29   | 20   | 27   | 21   | 20  | 23  | 23   | 28   | 25   | Ret  | 28  | Ret | Ret | 23  | 23  | 22  | 25  | 26  | 0      |
| 35   | Andreas Estner      |      |      |      |      |     |     |      |      |      |      |     |     | 27  | 20  |     |     |     |     | 0      |
| Pos. | Piloto              | SPI1 | SPI1 | SPI2 | SPI2 | BUD | BUD | SIL1 | SIL1 | SIL2 | SIL2 | BAR | BAR | SPA | SPA | MNZ | MNZ | MUG | MUG | Puntos |

| Color     | Resultado              |
| --------- | ---------------------- |
| Oro       | Ganador                |
| Plata     | 2.ª plaza              |
| Bronce    | 3.ª plaza              |
| Verde     | Finalizó en los puntos |
| Azul      | Finalizó sin puntos    |
| Azul      | NC - No clasificado    |
| Violeta   | Ret - No terminó       |
| Rojo      | DNQ - No se clasificó  |
| Negro     | DSQ - Descalificado    |
| Blanco    | DNS - No empezó        |
| Blanco    | WD - Retirado          |
| Blanco    | C - Carrera cancelada  |
| Sin color | DNP - No participó     |
| Sin color | INJ - Lesionado        |
| Sin color | EX - Excluido          |

| Estado  | Resultado |
| ------- | --- |
| Negrita | Pole position |
| Cursiva | Vuelta rápida puntuable, el piloto cumplió los requisitos para ser bonificado con uno o más puntos por lograr la vuelta rápida |
| †       | Abandona, pero clasifica al completar el porcentaje requerido para ello                                                        |

Fuente: Fórmula 3.

### Campeonato de Escuderías
| Pos. | Escudería             | N.º | SPI1 | SPI1 | SPI2 | SPI2 | BUD | BUD | SIL1 | SIL1 | SIL2 | SIL2 | BAR | BAR | SPA | SPA | MNZ | MNZ | MUG | MUG | Puntos |
| ---- | --------------------- | --- | ---- | ---- | ---- | ---- | --- | --- | ---- | ---- | ---- | ---- | --- | --- | --- | --- | --- | --- | --- | --- | ------ |
| 1    | Prema Racing          | 1   | 1    | 8    | 4    | 5    | 2   | 2   | 2    | Ret  | 7    | 6    | 6   | 1   | 5   | 6   | 3   | Ret | 11  | 7   | 470.5  |
| 1    | Prema Racing          | 2   | 4    | 6    | 1    | 8    | Ret | Ret | 5    | 4    | 4    | 8    | Ret | 21  | 6   | 2   | 1   | 23† | 1   | 9   | 470.5  |
| 1    | Prema Racing          | 3   | 2    | 27   | 6    | 2    | 6   | 4   | 3    | 5    | 1    | Ret  | 3   | 5   | 8   | 1   | 26  | 24† | 6   | Ret | 470.5  |
| 2    | Trident               | 10  | 5    | 5    | 2    | 10   | Ret | 16  | 13   | 11   | 9    | 2    | 12  | 16  | 1   | 8   | 7   | 4   | 4   | Ret | 261.5  |
| 2    | Trident               | 11  | 7    | 4    | 3    | 3    | 10  | 1   | 9    | 1    | 5    | 4    | 5   | 9   | 3   | 9   | 4   | Ret | 8   | 2   | 261.5  |
| 2    | Trident               | 12  | 20   | 19   | 5    | 6    | 21  | 18  | Ret  | 26   | 21   | 22   | 20  | Ret | 7   | 11  | Ret | 9   | 17  | 16  | 261.5  |
| 3    | ART Grand Prix        | 7   | 13   | 26   | 9    | 1    | 1   | 6   | 12   | 8    | 6    | 3    | 7   | 6   | 2   | 5   | 2   | 2   | 3   | 3   | 251    |
| 3    | ART Grand Prix        | 8   | 9    | 7    | Ret  | 20   | Ret | 7   | 10   | 6    | 13   | 14   | 11  | 12  | 4   | 4   | 20  | 3   | 7   | 10  | 251    |
| 3    | ART Grand Prix        | 9   | Ret  | 13   | 13   | 9    | 5   | 8   | 7    | 21   | 24   | 13   | 15  | 13  | 11  | 10  | Ret | 11  | 9   | 8   | 251    |
| 4    | Hitech Grand Prix     | 4   | 12   | 10   | 14   | 7    | 11  | 11  | Ret  | 20   | 16   | 12   | 17  | Ret | 22  | Ret | 18  | 6   |     |     | 167    |
| 4    | Hitech Grand Prix     | 5   | 6    | 1    | 8    | Ret  | Ret | Ret | 1    | 7    | 3    | 5    | 2   | 7   | 7   | 3   | 6   | 7   | 10  | 1   | 167    |
| 4    | Hitech Grand Prix     | 6   | 15   | 22   | 18   | 12   | 8   | 3   | 16   | 17   | Ret  | 20   | 18  | 26  | 15  | 19  | 12  | 15  | 14  | 12  | 167    |
| 5    | HWA RACELAB           | 14  | 18   | 9    | 15   | 13   | 19  | 9   | 18   | 19   | 17   | 17   | 13  | 8   | 26  | 12  | 9   | 19  | 5   | 4   | 138.5  |
| 5    | HWA RACELAB           | 15  | 28   | 12   | 10   | Ret  | 24  | 19  | 4    | 10   | 2    | 7    | 1   | 10  | Ret | 17  | 5   | 1   | 2   | 6   | 138.5  |
| 5    | HWA RACELAB           | 16  | 14   | Ret  | 22   | 19   | Ret | 25  | Ret  | 27   | 26   | 21   | 14  | 15  | 12  | Ret | 17  | 21  | 13  | 11  | 138.5  |
| 6    | MP Motorsport         | 17  | 8    | 2    | 7    | 4    | 4   | 5   | 11   | 9    | 19   | 18   | 9   | 4   | 10  | 7   | 27  | 10  | 12  | 5   | 109    |
| 6    | MP Motorsport         | 18  | 11   | 11   | 20   | 16   | 3   | 17  | Ret  | 16   | 8    | 1    | Ret | 20  | 23  | 16  | 8   | DSQ | Ret | 20  | 109    |
| 6    | MP Motorsport         | 19  | 24   | 14   | 16   | 18   | 12  | Ret | Ret  | 22   | 23   | Ret  | 21  | 22  | 21  | 13  | 14  | Ret | 21  | 17  | 109    |
| 7    | Campos Racing         | 29  | 3    | Ret  | 11   | 11   | 7   | 10  | 6    | 3    | 14   | 24   | 8   | 2   | 14  | 21  | 16  | 5   | 20  | 13  | 64     |
| 7    | Campos Racing         | 30  | 29   | 20   | 27   | 21   | 20  | 23  | 23   | 28   | 25   | Ret  | 28  | Ret | Ret | 23  | 23  | 22  | 25  | 26  | 64     |
| 7    | Campos Racing         | 31  | 26   | 16   | 21   | Ret  | 18  | 14  | 22   | 25   | 20   | 19   | 27  | 23  | 27  | 20  | 21  | 12  | 22  | 24  | 64     |
| 8    | Carlin Buzz Racing    | 26  | 10   | 3    | 29   | 25   | 9   | 12  | 8    | 2    | 12   | 9    | 4   | 11  | NC  | 15  | 13  | Ret | 24  | 14  | 46     |
| 8    | Carlin Buzz Racing    | 27  | 23   | 24   | 19   | 15   | 14  | 21  | 20   | 12   | 10   | Ret  | 16  | 24  | 17  | 14  | 19  | Ret | 15  | 19  | 46     |
| 8    | Carlin Buzz Racing    | 28  | 22   | Ret  | 24   | Ret  | 17  | 22  | 21   | 24   | 11   | 11   | 19  | 17  | 25  | 22  | 15  | 16  | 23  | 25  | 46     |
| 9    | Jenzer Motorsport     | 20  | 21   | 17   | 25   | 23   | Ret | 15  | 14   | 14   | Ret  | Ret  | 25  | 14  | 16  | 25  | 25  | 18  | 19  | 21  | 11     |
| 9    | Jenzer Motorsport     | 21  | 19   | 21   | 28   | 22   | 13  | Ret | 19   | 13   | Ret  | 23   | 26  | Ret | 18  | 24  | 21  | 14  | 18  | 22  | 11     |
| 9    | Jenzer Motorsport     | 22  | 27   | 18   | 23   | NC   | 22  | 24† | 24   | 23   | 27†  | 16   | 10  | 3   | 13  | 26  | Ret | 20  | 16  | 15  | 11     |
| 10   | Charouz Racing System | 23  | 17   | 23   | 17   | 24   | 23  | 20  | 17   | 18   | 22   | 15   | 22  | 19  | 24  | 18  | 11  | 8   | 26† | 18  | 5      |
| 10   | Charouz Racing System | 24  | 16   | 25   | 26   | 14   | 15  | Ret | 15   | Ret  | 18   | 10   | 24  | 18  | 19  | 27  | 24  | 17  |     |     | 5      |
| 10   | Charouz Racing System | 25  | 25   | 15   | 12   | 17   | 16  | 13  | 25   | 15   | 15   | Ret  | 22  | 25  | 20  | Ret | 10  | 13  | 27  | 23  | 5      |
| Pos. | Escudería             | N.º | SPI1 | SPI1 | SPI2 | SPI2 | BUD | BUD | SIL1 | SIL1 | SIL2 | SIL2 | BAR | BAR | SPA | SPA | MNZ | MNZ | MUG | MUG | Puntos |

| Color     | Resultado              |
| --------- | ---------------------- |
| Oro       | Ganador                |
| Plata     | 2.ª plaza              |
| Bronce    | 3.ª plaza              |
| Verde     | Finalizó en los puntos |
| Azul      | Finalizó sin puntos    |
| Azul      | NC - No clasificado    |
| Violeta   | Ret - No terminó       |
| Rojo      | DNQ - No se clasificó  |
| Negro     | DSQ - Descalificado    |
| Blanco    | DNS - No empezó        |
| Blanco    | WD - Retirado          |
| Blanco    | C - Carrera cancelada  |
| Sin color | DNP - No participó     |
| Sin color | INJ - Lesionado        |
| Sin color | EX - Excluido          |

| Estado  | Resultado |
| ------- | --- |
| Negrita | Pole position |
| Cursiva | Vuelta rápida puntuable, el piloto cumplió los requisitos para ser bonificado con uno o más puntos por lograr la vuelta rápida |
| †       | Abandona, pero clasifica al completar el porcentaje requerido para ello                                                        |

Fuente: Fórmula 3.

### Citas
1. ↑  «Piastri crowned F3 champion, as Lawson eases to third win of the year in season finale». Fórmula 3 (en inglés). FIA Formula 3 Championship Limited. 13 de septiembre de 2020. Consultado el 13 de septiembre de 2020.
2. ↑  «ROAD TO F1: PREMA take F3 teams' championship as Vesti wins from P9 in Italy». Fórmula 1 (en inglés). Formula One World Championship Limited. 5 de septiembre de 2020. Consultado el 5 de septiembre de 2020.
3. ↑  Elliot Wood (17 de septiembre de 2020). «FIA F3 to hold post-season tests at Barcelona and Jerez». Formula Scout (en inglés). Consultado el 19 de septiembre de 2020.
4. ↑  «Teams & Drivers». Fórmula 3 (en inglés). FIA Formula 3 Championship Limited. Consultado el 6 de enero de 2020.
5. ↑  «Piastri completes PREMA line-up for 2020». Fórmula 3 (en inglés). FIA Formula 3 Championship Limited. 24 de enero de 2020. Consultado el 26 de enero de 2020.
6. ↑  «Vesti secures PREMA seat for 2020». Fórmula 3 (en inglés). FIA Formula 3 Championship Limited. 2 de enero de 2020. Consultado el 2 de enero de 2020.
7. ↑  «PREMA Racing secure Sargeant for 2020». Fórmula 3 (en inglés). FIA Formula 3 Championship Limited. 17 de diciembre de 2019. Consultado el 17 de diciembre de 2019.
8. ↑  «Fewtrell finalises move to Hitech GP». Fórmula 3 (en inglés). FIA Formula 3 Championship Limited. 28 de enero de 2020. Consultado el 28 de enero de 2020.
9. ↑  «Lawson and Hauger complete Hitech GP line-up». Fórmula 3 (en inglés). FIA Formula 3 Championship Limited. 28 de enero de 2020. Consultado el 29 de enero de 2020.
10. ↑  «Pourchaire snapped up by ART Grand Prix». Fórmula 3 (en inglés). FIA Formula 3 Championship Limited. 29 de diciembre de 2019. Consultado el 30 de diciembre de 2019.
11. ↑  «ART Grand Prix seal Alexander Smolyar signing». Fórmula 3 (en inglés). FIA Formula 3 Championship Limited. 23 de diciembre de 2019. Consultado el 23 de diciembre de 2019.
12. ↑  «Fernández completes ART Grand Prix line-up». Fórmula 3 (en inglés). FIA Formula 3 Championship Limited. 7 de enero de 2020. Consultado el 7 de enero de 2020.
13. ↑  «Trident sign Zendeli for 2020». Fórmula 3 (en inglés). FIA Formula 3 Championship Limited. 20 de enero de 2020. Consultado el 20 de enero de 2020.
14. ↑  «Trident retain DeFrancesco for 2020». Fórmula 3 (en inglés). FIA Formula 3 Championship Limited. 6 de febrero de 2020. Consultado el 6 de febrero de 2020.
15. ↑  «Caldwell completes Trident’s 2020 line-up». Fórmula 3 (en inglés). FIA Formula 3 Championship Limited. 12 de febrero de 2020. Consultado el 12 de febrero de 2020.
16. ↑  «Beckmann returns to Trident, replacing DeFrancesco». Fórmula 3 (en inglés). FIA Formula 3 Championship Limited. 24 de junio de 2020. Consultado el 24 de junio de 2020.
17. ↑  «HWA RACELAB announce Doohan, Fittipaldi and Hughes for 2020». Fórmula 3 (en inglés). FIA Formula 3 Championship Limited. 8 de enero de 2020. Consultado el 8 de enero de 2020.
18. ↑  «FIA F3 World Cup winner Verschoor re-signs with MP Motorsport». Fórmula 3 (en inglés). FIA Formula 3 Championship Limited. 28 de febrero de 2020. Consultado el 28 de febrero de 2020.
19. ↑  «MP Motorsport sign Dutchman Viscaal». Fórmula 3 (en inglés). FIA Formula 3 Championship Limited. 20 de febrero de 2020. Consultado el 21 de febrero de 2020.
20. ↑  «MP Motorsport recruit Dunner for 2020». Fórmula 3 (en inglés). FIA Formula 3 Championship Limited. 27 de febrero de 2020. Consultado el 27 de febrero de 2020.
21. ↑  «Jenzer secure Williams for 2020 campaign». Fórmula 3 (en inglés). FIA Formula 3 Championship Limited. 25 de octubre de 2019. Consultado el 25 de octubre de 2019.
22. ↑  «Malvestiti completes Jenzer’s 2020 roster». Fórmula 3 (en inglés). FIA Formula 3 Championship Limited. 10 de febrero de 2020. Consultado el 10 de febrero de 2020.
23. ↑  «Jenzer add Nannini for 2020». Fórmula 3 (en inglés). FIA Formula 3 Championship Limited. 3 de febrero de 2020. Consultado el 3 de febrero de 2020.
24. ↑  «Charouz sign Kari, Schumacher and Fraga for 2020». Fórmula 3 (en inglés). FIA Formula 3 Championship Limited. 5 de febrero de 2020. Consultado el 5 de febrero de 2020.
25. ↑  «Stanek replaces Kari at Charouz Racing System». Fórmula 3 (en inglés). FIA Formula 3 Championship Limited. 2 de julio de 2020. Consultado el 2 de julio de 2020.
26. ↑  «Novalak, Ahmed and Das join Carlin Buzz Racing for 2020». Fórmula 3 (en inglés). FIA Formula 3 Championship Limited. 24 de febrero de 2020. Consultado el 24 de febrero de 2020.
27. ↑  «Peroni and Deledda re-sign with Campos». Fórmula 3 (en inglés). FIA Formula 3 Championship Limited. 18 de febrero de 2020. Consultado el 18 de febrero de 2020.
28. ↑  «Sophia Flörsch completes Campos’ 2020 roster». Fórmula 3 (en inglés). FIA Formula 3 Championship Limited. 26 de febrero de 2020. Consultado el 26 de febrero de 2020.
29. ↑  «Ben Barnicoat joins Carlin Buzz Racing for Round 4 at Silverstone». Fórmula 3 (en inglés). FIA Formula 3 Championship Limited. 30 de julio de 2020. Consultado el 30 de julio de 2020.
30. ↑  «Pulcini replaces Barnicoat at Carlin Buzz Racing for Round 6». Fórmula 3 (en inglés). FIA Formula 3 Championship Limited. 12 de agosto de 2020. Consultado el 12 de agosto de 2020.
31. ↑  «Schumacher joins Carlin Buzz Racing for remainder of season». Fórmula 3 (en inglés). FIA Formula 3 Championship Limited. 25 de agosto de 2020. Consultado el 25 de agosto de 2020.
32. ↑  «Hitech GP announce Pierre-Louis Chovet in final seat for Spa». Fórmula 3 (en inglés). FIA Formula 3 Championship Limited. 25 de agosto de 2020. Consultado el 25 de agosto de 2020.
33. ↑  «Hitech confirm Chovet for Round 8». Fórmula 3 (en inglés). FIA Formula 3 Championship Limited. 1 de septiembre de 2020. Consultado el 1 de septiembre de 2020.
34. ↑  «Estner replaces Floersch at Campos for Round 7». Fórmula 3 (en inglés). FIA Formula 3 Championship Limited. 26 de agosto de 2020. Consultado el 26 de agosto de 2020.
35. ↑  «Belov teams up with Charouz Racing System in Spa». Fórmula 3 (en inglés). FIA Formula 3 Championship Limited. 27 de agosto de 2020. Consultado el 27 de agosto de 2020.
36. ↑  «FIA Formula 3 Championship 2020 season calendar confirmed». Fórmula 3 (en inglés). FIA Formula 3 Championship Limited. 17 de septiembre de 2019. Consultado el 17 de septiembre de 2019.
37. ↑  «FIA Formula 2 and FIA Formula 3 confirm opening eight rounds of their revised 2020 calendars». Fórmula 3 (en inglés). FIA Formula 3 Championship Limited. 2 de junio de 2020. Consultado el 2 de junio de 2020.
38. ↑  «FIA Formula 2 and FIA Formula 3 Championships Round 1 in Bahrain postponed». Fórmula 3 (en inglés). FIA Formula 3 Championship Limited. 13 de marzo de 2020. Consultado el 13 de marzo de 2020.
39. ↑  «FIA Formula 2 and FIA Formula 3 Championships May races and tests postponed». Fórmula 3 (en inglés). FIA Formula 3 Championship Limited. 19 de marzo de 2020. Consultado el 19 de marzo de 2020.
40. ↑  «FIA Formula 2 and FIA Formula 3 add Mugello to 2020 season calendar». Fórmula 3 (en inglés). FIA Formula 3 Championship Limited. 10 de julio de 2020. Consultado el 10 de julio de 2020.
41. ↑  «DeFrancesco sets the standard on Day 1 of pre-season tests». Fórmula 3 (en inglés). FIA Formula 3 Championship Limited. 1 de marzo de 2020. Consultado el 1 de marzo de 2020.
42. ↑  «Lawson leads the way on Day 2 of testing». Fórmula 3 (en inglés). FIA Formula 3 Championship Limited. 2 de marzo de 2020. Consultado el 2 de marzo de 2020.
43. ↑  «Peroni ends pre-season testing on top». Fórmula 3 (en inglés). FIA Formula 3 Championship Limited. 3 de marzo de 2020. Consultado el 3 de marzo de 2020.
44. ↑  «Nannini tops Day 1 of post-season testing in Barcelona, ahead of Hughes». Fórmula 3 (en inglés). FIA Formula 3 Championship Limited. 5 de octubre de 2020. Consultado el 5 de octubre de 2020.
45. ↑  «Novalak ends Barcelona post-season testing on top, ahead of Doohan in Trident one-two». Fórmula 3 (en inglés). FIA Formula 3 Championship Limited. 6 de octubre de 2020. Consultado el 6 de octubre de 2020.
46. ↑  «Stanek tops Day 1 of post-season testing in Jerez, ahead of rookie Leclerc». Fórmula 3 (en inglés). FIA Formula 3 Championship Limited. 27 de octubre de 2020. Consultado el 27 de octubre de 2020.
47. ↑  «Doohan tops Trident 1-2 in final post-season tests at Jerez». Fórmula 3 (en inglés). FIA Formula 3 Championship Limited. 28 de octubre de 2020. Consultado el 28 de octubre de 2020.
48. ↑  «The Rules and Regulations». Fórmula 3 (en inglés). FIA Formula 3 Championship Limited. Consultado el 3 de julio de 2020.
49. ↑  «Driver Standings 2020». Fórmula 3 (en inglés). FIA Formula 3 Championship Limited. Consultado el 5 de julio de 2020.
50. ↑  «Team Standings 2020». Fórmula 3 (en inglés). FIA Formula 3 Championship Limited. Consultado el 5 de julio de 2020.